# Alt Tucheband
Alt Tucheband település Németországban, azon belül Brandenburgban. Lakosainak száma 814 fő (2023. december 31.).

## Népesség
A település népességének változása:
| Lakosok száma | 766  | 777  | 790  | 804  | 818  | 814  |
|               | 2015 | 2017 | 2019 | 2021 | 2022 | 2023 |